# جايسون فرنسيس
جايسون فرنسيس (بالإنجليزية: Jason Holman)‏ هو لاعب كرة قدم أمريكية أمريكي، ولد في 28 أبريل 1983.